# Helmut Gaube
Helmut Gaube (* 22. února 1946) je bývalý východoněmecký fotbalista, obránce.

## Fotbalová kariéra
Ve východoněmecké oberlize hrál za 1. FC Magdeburg. Nastoupil ve 39 ligových utkáních a dal 1 gól. V letech 1974 a 1975 získal s 1. FC Magdeburg mistrovský titul. V Poháru vítězů pohárů nastoupil ve 2 utkáních. V roce 1974 vyhrál s 1. FC Magdeburg Pohár vítězů pohárů.

## Ligová bilance
| Ročník          | Zápasy | Góly | Klub            |
| --------------- | ------ | ---- | --------------- |
| I. liga 1968/69 | 2      | 0    | 1. FC Magdeburg |
| I. liga 1969/70 | 11     | 1    | 1. FC Magdeburg |
| I. liga 1970/71 | 3      | 0    | 1. FC Magdeburg |
| I. liga 1971/72 | 8      | 0    | 1. FC Magdeburg |
| I. liga 1973/74 | 9      | 0    | 1. FC Magdeburg |
| I. liga 1974/75 | 6      | 0    | 1. FC Magdeburg |
| CELKEM I. liga  | 39     | 1    |                 |